# Cung điện ở Goszcz
Cung điện ở Goszcz (tiếng Ba Lan: Pałac w Goszczu) là một cung điện có từ thế kỷ 18 tọa lạc ở làng Goszcz, thuộc thị trấn Twardogóra, huyện Oleśnica, tỉnh Dolnośląskie, Ba Lan. Cung điện có tên trong danh sách di tích.

## Lịch sử
Cung điện Von Reichenbach được xây vào giai đoạn 1730-1740. Vào năm 1749, Cung điện Von Reichenbach bị thiêu rụi trong một trận hỏa hoạn. Trong giai đoạn 1749-1755, một cung điện mới theo phong cách Baroque được xây dựng. Kiến trúc sư Karl Martin Frantz chịu trách nhiệm cho dự án này. Cho đến tháng 1 năm 1945, cung điện thuộc sở hữu của gia đình quý tộc Reichenbach, sau đó là quân đội Liên Xô, rồi mới được giao cho chính quyền địa phương. Vào đêm Giáng sinh năm 1947, một đám cháy xảy ra trong cung điện, khiến cung điện bị thiêu rụi. Đến năm 2003, chính quyền địa phương cải tạo lại một số tòa nhà ở phía Tây của khu phức hợp, tòa nhà chính thứ I và một số cơ sở nhỏ khác.

## Kiến trúc
Đây là một cung điện hai tầng với nhiều cửa sổ nhỏ. Cung điện được lợp bằng kiểu mái mansard (các mặt bên của mái nhà đối xứng với nhau). Phía trước hiên nhà có bốn cột trụ vững chắc, ở trên là một lan can được tô điểm bởi các tác phẩm điêu khắc đầy nghệ thuật.
Công trình kiến trúc là một phần trong khu phức hợp cung điện, bao gồm: công viên - hai tòa nhà chính - hai nhà phụ - khu dân cư - chuồng ngựa - ngôi nhà dành cho người làm vườn - cổng chính từ cuối thế kỷ 18 (hiện là nhà số 63) -  hai ngôi nhà dành cho người hầu (từ năm 1760).